# Microhyla pineticola
Espèce
Microhyla pineticola est une espèce d'amphibiens de la famille des Microhylidae.

## Répartition
Cette espèce est endémique du Viêt Nam. Elle se rencontre entre 860 et 1 850 m d'altitude dans le sud de la cordillère annamitique dans les provinces de Lâm Đồng et de Đắk Lắk.

## Publication originale
- Poyarkov, Vassilieva, Orlov, Galoyan, Tran, Le, Kretova & Geissler, 2014 : Taxonomy and distribution of narrow-mouth frogs of teh genus Microhyla Tschudi, 1838 (Anura: Microhylidae) from Vietnam with descriptions of five new species. Russian Journal of Herpetology, vol. 21, p. 89–148.